# Catocala puerpera
Catocala puerpera là một loài bướm đêm thuộc họ Erebidae. Nó được tìm thấy ở Địa Trung Hải và sub-Địa Trung Hải areas của Cận Đông và Trung Đông và ở Bắc Phi.
Có một lứa một năm. Con trưởng thành bay từ tháng 5 đến tháng 6.
Ấu trùng ăn Populus euphratica.

## Phụ loài
- Catocala puerpera puerpera
- Catocala puerpera rosea (Algeria)
- Catocala puerpera pallida (Transcaspia, Tân Cương)
- Catocala puerpera syriaca (Israel)